# Milnesium barbadosense
Espèce
Milnesium barbadosense est une espèce de tardigrades de la famille des Milnesiidae. 

## Distribution
Cette espèce est endémique de la Barbade.

## Publication originale
- Meyer & Hinton, 2012, « Terrestrial Tardigrada of the Island of Barbados in the West Indies, with the Description of Milnesium barbadosense sp n. (Eutardigrada: Apochela: Milnesiidae) », Caribbean Journal of Science, vol. 46, no 2/3, p. 194-202.